# Геральдика Мурманской области
Список гербов муниципальных образований Мурманской области Российской Федерации.
На 1 января 2016 года в Мурманской области насчитывалось 40 муниципальных образований — 12 городских округов, 5 муниципальных районов, 13 городских и 10 сельских поселений.
С 1 января 2021 года:
- 6 городских округов;
- 7 муниципальных округов;
- 4 муниципальных района, в том числе:
  - 10 городских поселений;
  - 19 сельских поселений.

## Гербы городских округов
| Герб | Наименование              | Дата утверждения | Номер в ГГР |
| ---- | ------------------------- | ---------------- | ----------- |
|      | Герб ЗАТО Александровск   | нет данных       |             |
|      | Герб ЗАТО посёлок Видяево | 25 февраля 2004  | 1586        |
|      | Герб ЗАТО город Заозёрск  | 21 сентября 2005 | 1903        |

| Герб | Наименование                                             | Дата утверждения | Номер в ГГР |
| ---- | -------------------------------------------------------- | ---------------- | ----------- |
|      | Герб муниципального образования город Мурманск           | 25 ноября 2004   | 738         |
|      | Герб ЗАТО город Островной с подведомственной территорией | 27 декабря 1996  | 136         |
|      | Герб ЗАТО город Североморск                              | 29 марта 1996    | 325         |

## Гербы муниципальных округов
Печенгский муниципальный округ был образован в мае 2020 года, остальные с 1 января 2021 года.
| Герб | Наименование                                                                    | Дата утверждения | Номер в ГГР |
| ---- | ------------------------------------------------------------------------------- | ---------------- | ----------- |
|      | Герб муниципального образования город Апатиты с подведомственной территорией    | 25 июня 2013     | 8734        |
|      | Герб муниципального образования город Кировск с подведомственной территорией    | 14 ноября 1969   | не внесён   |
|      | Герб Ковдорского муниципального округа                                          | 13 марта 2000    | 597         |
|      | Герб муниципального образования город Мончегорск с подведомственной территорией | 2 сентября 2004  | 1545        |

| Герб | Наименование                                                                       | Дата утверждения | Номер в ГГР |
| ---- | ---------------------------------------------------------------------------------- | ---------------- | ----------- |
|      | Герб муниципального образования город Оленегорск с подведомственной территорией    | 18 марта 2003    | 1437        |
|      | Герб Печенгского муниципального округа                                             | 14 сентября 2018 | 11995       |
|      | Герб муниципального образования город Полярные Зори с подведомственной территорией | 22 августа 2006  | 3290        |

## Гербы муниципальных районов
| Герб | Наименование                                        | Дата утверждения | Номер в ГГР |
| ---- | --------------------------------------------------- | ---------------- | ----------- |
|      | Герб муниципального образования Кандалакшский район | 26 декабря 2013  | 9139        |
|      | Герб муниципального образования Кольский район      | 27 декабря 2007  | 3955        |

| Герб | Наименование                                      | Дата утверждения | Номер в ГГР |
| ---- | ------------------------------------------------- | ---------------- | ----------- |
|      | Герб муниципального образования Ловозерский район | 10 октября 2002  | не внесён   |
|      | Герб муниципального образования Терский район     | 27 октября 2011  | 7792        |

## Гербы территориальных округов ЗАТО Александровск
| Герб | Наименование                                                | Дата утверждения | Номер в ГГР |
| ---- | ----------------------------------------------------------- | ---------------- | ----------- |
|      | Герб территориального округа Гаджиево ЗАТО Александровск    | 11 мая 1995      | не внесён   |
|      | Герб территориального округа Полярный ЗАТО Александровск    | 26 сентября 2001 | 890         |
|      | Герб территориального округа Снежногорск ЗАТО Александровск | 20 августа 2003  | 1283        |

## Гербы городских поселений
| Герб   | Наименование                                                                      | Дата утверждения | Номер в ГГР |
| ------ | --------------------------------------------------------------------------------- | ---------------- | ----------- |
| проект | Герб городского поселения Зеленоборский Кольского района                          | Проект герба     |             |
|        | Герб городского поселения Зеленоборский Кандалакшского района                     | 2 июля 2015      | 10549       |
|        | Герб городского поселения Кандалакша Кандалакшского района                        | 26 февраля 2008  | 3964        |
|        | Герб муниципального образования Городское поселение Кильдинстрой Кольского района | нет данных       |             |
|        | Герб муниципального образования город Кола Кольского района                       | 15 марта 2016    | 10949       |
|        | Герб муниципального образования Городское поселение Молочный Кольского района     | нет данных       |             |

| Герб   | Наименование                                                                  | Дата утверждения | Номер в ГГР |
| ------ | ----------------------------------------------------------------------------- | ---------------- | ----------- |
|        | Герб муниципального образования Городское поселение Мурмаши Кольского района  | 2 октября 2011   | 4591        |
|        | Герб муниципального образования Городское поселение Ревда Ловозерского района | 15 мая 1992      | не внесён   |
| проект | Герб городского поселения Туманный Кольского района                           | нет данных       |             |
| проект | Герб городского поселения Умба Терского района                                | нет данных       |             |

## Гербы сельских поселений
| Герб   | Наименование                                             | Дата утверждения | Номер в ГГР |
| ------ | -------------------------------------------------------- | ---------------- | ----------- |
|        | Герб сельского поселения Алакуртти Кандалакшского района | 28 октября 2010  | 6533        |
| проект | Герб сельского поселения Варзуга Терского района         | нет данных       |             |
|        | Герб сельского поселения Зареченск Кандалакшского района | 23 марта 2016    | 10957       |

| Герб | Наименование                                          | Дата утверждения | Номер в ГГР |
| ---- | ----------------------------------------------------- | ---------------- | ----------- |
|      | Герб сельского поселения Ловозеро Ловозерского района | 28 апреля 1989   | не внесён   |
|      | Герб сельского поселения Териберка Кольского района   | 17 февраля 2014  | 9197        |

## Гербы упразднённых поселений
| Герб | Наименование                                                                  | Дата утверждения | Номер в ГГР |
| ---- | ----------------------------------------------------------------------------- | ---------------- | ----------- |
|      | Герб муниципального образования город Заполярный Печенгского района           | 20 апреля 2007   | не внесён   |
|      | Герб муниципального образования Городское поселение Никель Печенгского района | 26 февраля 2008  | не внесён   |
|      | Герб городского поселения Печенга Печенгского района                          | 10 марта 2011    | 6769        |

| Герб | Наименование                                          | Дата утверждения | Номер в ГГР |
| ---- | ----------------------------------------------------- | ---------------- | ----------- |
|      | Герб сельского поселения Корзуново Печенгского района | 7 июня 2012      | 7744        |

## Гербы населённых пунктов, не образующих муниципальных образований
| Герб | Наименование                             | Дата утверждения | Номер в ГГР |
| ---- | ---------------------------------------- | ---------------- | ----------- |
|      | Герб Кувшинской Салмы ЗАТО Александровск | октября 1995     | не внесён   |
|      | Герб Оленьей Губы ЗАТО Александровск     | 15 мая 2003      | не внесён   |
|      | Герб Росляково в составе Мурманска       | 25 декабря 1990  | не внесён   |